# Francisco Malabo Beosá
Francisco Malabo Beosá (ur. 23 czerwca 1896, zm. 16 listopada 2001) – przywódca grupy etnicznej Bubi z Gwinei Równikowej.
Był jednym z synów Malabo Lopelo Melaki, ostatniego władcy Bubich. Po śmierci ojca (1937) uznany za jego prawowitego następcę. Pozbawiony realnej władzy politycznej, zachował niemniej znaczące wpływy w rodzimej społeczności. Odgrywał kluczową rolę w podtrzymywaniu i pielęgnowaniu tradycyjnych animistycznych wierzeń, skoncentrowanych wokół Morimo, najwyższego bytu i stwórcy według rodzimej mitologii. Powszechnie określany mianem duchowego ojca Bubich.
Z jego rodziną związana jest obecna nazwa stołecznego miasta Gwinei Równikowej, Malabo. Zmiana jej nazwy, związana z polityką afrykanizacji, została przeprowadzona z inicjatywy prezydenta Macíasa Nguemy w 1973.
Pozostawił rozlicznych potomków. Doczekał się 9 dzieci, 62 wnuków, 84 prawnuków i 17 praprawnuków.